# Myron Boadu
Myron Boadu (Amsterdã, 14 de janeiro de 2001) é um futebolista neerlandês que atua como atacante. Atualmente joga pelo Bochum, emprestado pelo Monaco.

## Estatísticas
Atualizado até 11 de abril de 2020.

### Seleção Neerlandesa
Expanda a caixa de informações para conferir todos os jogos deste jogador, pela sua seleção nacional.
Sub-21
|    | Data                   | Local                                   | Resultado | Adversário   | Gol(s) | Competição             |
| -- | ---------------------- | --------------------------------------- | --------- | ------------ | ------ | ---------------------- |
| 1. | 11 de outubro de 2019  | De Vijverberg, Doetinchem               | 4–2       | Portugal     | 2      | Elim. Euro Sub-21 2021 |
| 2. | 15 de outubro de 2019  | Marienlyst Stadion, Drammen             | 4–0       | Noruega      | 0      | Elim. Euro Sub-21 2021 |
| 3. | 4 de setembro de 2020  | Torpedo Stadium, Zhodino                | 7–0       | Bielorrússia | 2      | Elim. Euro Sub-21 2021 |
| 4. | 8 de setembro de 2020  | Yanmar Stadion, Almere                  | 2–0       | Noruega      | 1      | Elim. Euro Sub-21 2021 |
| 5. | 8 de outubro de 2020   | De Koel, Venlo                          | 5–0       | Gibraltar    | 0      | Elim. Euro Sub-21 2021 |
| 6. | 13 de outubro de 2020  | AEK Arena, Lárnaca                      | 7–0       | Chipre       | 1      | Elim. Euro Sub-21 2021 |
| 7. | 15 de novembro de 2020 | Yanmar Stadion, Almere                  | 5–0       | Bielorrússia | 2      | Elim. Euro Sub-21 2021 |
| 8. | 18 de novembro de 2020 | Estádio Municipal de Portimão, Portimão | 1–2       | Portugal     | 0      | Elim. Euro Sub-21 2021 |

Principal
|    | Data                   | Local                         | Resultado | Adversário | Gol(s) | Competição      |
| -- | ---------------------- | ----------------------------- | --------- | ---------- | ------ | --------------- |
| 1. | 19 de novembro de 2019 | Johan Cruijff Arena, Amsterdã | 5–0       | Estónia    | 1      | Elim. Euro 2020 |